# Eremospatha haullevilleana
Eremospatha haullevilleana är en enhjärtbladig växtart som beskrevs av De Wild. Eremospatha haullevilleana ingår i släktet Eremospatha och familjen Arecaceae. Inga underarter finns listade i Catalogue of Life.